# Crkva sv. Klementa u Straževniku
Crkva sv. Klementa nalazi se u napuštenom selu Straževnik kod Pražnice, općina Pučišća, otok Brač.

## Opis dobra
Crkva sv. Klementa istočno od Pražnica bila je grobišna crkva srednjovjekovnog naselja Straževnika. Jednobrodna predromanička crkvica s četvrtastom apsidom pokrivena je krovom od kamenih ploča. Presvođena je bačvastim svodom s pojasnicama, a bočni zidovi su raščlanjeni s po tri slijepa luka. Na oltaru je renesansni reljef pape Klementa I. iz 1535.. Nad ulazom je viseći luk s dvostrešnim kamenim krovom.

## Zaštita
Pod oznakom Z-4573 zavedena je kao nepokretno kulturno dobro - pojedinačno, pravna statusa zaštićena kulturnog dobra, klasificirano kao "sakralna graditeljska baština".

## Vanjske poveznice
- Kameni Oltar iz crkvice sv. Jurja u Straževniku kod Pražnica na otoku Braču. Konzervatorsko-restauratorski zahvat. Hrčak